# ماكسيم كوفال
ماكسيم أناتولييوفيتش كوفال (بالأوكرانية: Maxym Anatoliyovych Koval) (مواليد 9 ديسمبر 1992 في زابوروجييه، أوكرانيا) لاعب كرة قدم أوكراني يجيد اللعب في مركز حارس المرمى لعب سابقاً في نادي الفتح .

## روابط خارجية
- ماكسيم كوفال على موقع الاتحاد الأوربي (الإنجليزية)
- ماكسيم كوفال على موقع اتحاد أوكرانيا (الإنجليزية)
- ماكسيم كوفال على موقع قاعدة بيانات كرة القدم.إي يو (الإنجليزية)
- ماكسيم كوفال على موقع ناشيونال فوتبول تيمز (الإنجليزية)
- ماكسيم كوفال على موقع Soccerbase.com (لاعب) (الإنجليزية)
- ماكسيم كوفال على موقع Soccerway.com (الإنجليزية)
- ماكسيم كوفال على موقع عالم كرة القدم.نت (الإنجليزية)